# Hvalinszk
Hvalinszk folyami kikötőváros Oroszországban, a Szaratovi területen, a Volga folyó partján. Lakossága: 13 094 (2010-es népszámlálás); 13 752 (2002); 14 948 (1989); 16 000 (1974). A Volga jobb partján, a Hvalinszki-hegység lábánál fekszik, Szaratovtól 180 km-re északkeletre és Szamarától 160 km-re délnyugatra.
A helység neve a Kaszpi-tenger régi orosz nevéből származik: Хвалынское море, azaz Hvalin-tenger. Ez utóbbi Hvárezm lakóinak orosz nevéből (hvaliszok, хвалисы) származik. A város a Hvalinszki-hegység és a hvalinszki kultúra névadója.
- Itt született Kuzma Petrov-Vodkin festőművész, akinek emlékére 1995-ben múzeumot létesítettek a városban.